# Farvergade
Farvergade  er en gade i Københavns Indre By fra Rådhuspladsen / den nye Regnbuepladsen og Vester Voldgade i vest til Hestemøllestræde, Kompagnistræde og Gåsegade i øst.  

## Farvergården
I 1560 blev der på initiativ af Frederik 2. oprettet et farveri, omtrent på samme sted hvor Vartov ligger i dag. Der blev indkaldt ekspertise fra Tyskland, men som årene gik, viste farveriet sig at være en dårlig forretning for kongen. Omsider blev virksomheden solgt til astronomen Tycho Brahe, der i forvejen havde en gård ved siden af. Brahe forpligtede sig til at indrette en særlig farveribygning ud til vandet og til at stille en bolig til rådighed for farvermesteren. Til gengæld ønskede han at bruge den stenskanse, der stødte op til farvergården, som observatorium. Brahe og hele hans familie, tjenere, kollegaer og alskens udstyr opholdt sig her, fra han forlod Hven i 1597, til han forlod Danmark for stedse i 1599.

## Vartov
Gården fungerede efterfølgende i en periode som fængsel, for i 1665 at overgå til stiftelsen Vartov, som plejehjem for fattige og syge. Efterhånden var bygningerne dog i så dårlig stand, at de blev ubeboelige, og bygmesteren og arkitekten Johan Cornelius Krieger fik derfor til opgave at bygge nye. Dette foregik i årene 1724-1729, hvorefter Philip de Lange udvidede mod Farvergade i 1743-1744.
Blandt Vartovs mange beboere og patienter kan nævnes billedhuggeren Bertel Thorvaldsens islandske far Gottschalk Thorvaldsen. Professor og præst Poul Egede, søn af Grønlands missionær Hans Egede, flyttede ind på Vartov i 1770. N. F. S. Grundtvig var præst i Vartov Kirke fra 1839 til sin død i 1872.
Omkring århundredeskiftet 1900 var Farvergade berygtet for sit værtshusliv og prostitution. Efter lukningen af de offentlige bordeller i 1906 blev der fremsat forslag om at indlemme hele gaden i Kompagnistræde. Gadenavnet blev dog reddet i Borgerrepræsentationen.